# Joseph Fassbender
Joseph Fassbender (* 14. April 1903 in Köln; † 5. Januar 1974 ebenda) war ein deutscher Maler und Graphiker.

## Leben
Joseph Fassbender war einer der wichtigsten deutschen Vertreter der abstrakten Malerei der Nachkriegszeit und gehörte seit den späten 1940er bis in die 1960er Jahre zu den einflussreichsten Künstlern der Kunstszene des Rheinlands. Bei seiner Kunst handelt es sich um eine eigenständige Position der abstrakten Malerei. Aus dem rheinischen Expressionismus kommend entwickelte er eine eigenständige, abstrakte Bild- und Formensprache.
Eigentlich sollte er die elterliche Konditorei übernehmen, studierte aber in den 1920er Jahren von 1926 bis 1928 Malerei mit Schwerpunkt Öl- und Wandmalerei bei Richard Seewald an den Kölner Werkschulen, die unter der Leitung des Architekten und Designers Richard Riemerschmid dem Werkbundgedanken folgend über das Rheinland hinaus an Ansehen gewonnen hatten.
1929 feierte Joseph Fassbender erste Erfolge mit dem Erhalt des Villa-Romana-Preis des Deutschen Künstlerbundes für sein Werk "Roter Anker". Der Preis wurde zum ersten Mal nach dem Ersten Weltkrieg verliehen.
1934 verfasste Eugen Gottlob Winkler sein Eassy "Die Erkundung der Linie" über Fassbenders künstlerisches Arbeiten.
1936 wurden seine Beiträge für die Hamburger Ausstellung des Deutschen Künstlerbundes beschlagnahmt.
1940 gelang es Fassbender letzte Anklänge der Moderne in Form eines Messestandes auf der Foire Internationale de Bruxelles zu platzieren.
1947 gründete Fassbender auf Schloss Alfter in der Nähe von Bornheim zusammen mit den Malern Hann Trier und Hubert Berke und anderen die Donnerstag-Gesellschaft, die es sich zur Aufgabe gemacht hatte, das kulturelle Geschehen im Rheinland nach dem Ende der nationalsozialistischen Unterdrückung wiederzubeleben. 1948/1949 war Fassbender Gründungsmitglied der Neuen Rheinischen Sezession. 1950 erhielt er den Karl Ströher-Preis der Stadt Darmstadt gemeinsam mit Hann Trier.
1951 nahm Fassbender an der ersten Biennale von São Paulo teil, 1953 an der Zweiten. 1954 kuratierte Fassbender eine Ferdinand Hodler Ausstellung im Kunsthaus Lempertz, das seine Räume zu dieser Zeit an die Generaldirektion der Kölner Museen für bedeutende Wanderausstellungen verlieh. 1954–1955 war Fassbender Gastdozent an der Hamburger Landeskunstschule.
Er war als teilnehmender Künstler auf der documenta 1 im Jahr 1955, der documenta 2 im Jahr 1959 und der documenta III im Jahr 1964 in Kassel vertreten.
Von 1956 bis 1958 war Joseph Fassbender Leiter der Grafischen Abteilung der Werkkunstschule Krefeld (heute: Hochschule Niederrhein). 1958 wurde Fassbender zum Professor für Malerei und Graphik an der Kunstakademie Düsseldorf ernannt. Er blieb Professor bis 1968.
1964 bildete Joseph Fassbender gemeinsam mit Norbert Kricke den deutschen Beitrag der Biennale di Venezia innerhalb des Deutschen Pavillon, der zu diesem Anlass von Herbert Selldorf umgestaltet wurde. 1967 war sein Bild Verwandlung I auf der Weltausstellung EXPO 67 in Montreal im Pavillon der europäischen Gemeinschaften zu sehen.
Fassbender starb am 5. Januar 1974. Bei der Beerdigung auf dem Kölner Südfriedhof hielt Hann Trier die Grabrede.
Neben der Malerei gelten seine graphische Arbeit und die Plakat- und Buchgestaltungen sowie die Signet-Entwürfe als bemerkenswert. Zu seinen größten Werken gehören seine Arbeiten im Rahmen der Kunst am Bau.
Ein Teil des Nachlasses von Joseph Fassbender befindet sich im Deutschen Kunstarchiv im Germanischen Nationalmuseum in Nürnberg.

## Auszeichnungen
- Villa-Romana-Preis, 1929
- Karl Ströher-Preis der Stadt Darmstadt (mit Hann Trier), 1950
- Großer Kunstpreis der Stadt Köln, 1957
- Großer Kunstpreis des Landes Nordrhein-Westfalen, 1960
- Großer Graphik-Preis der Biennale von Venedig, 1964
- Großes Verdienstkreuz der Bundesrepublik Deutschland, 1964
- Ordentliches Mitglied der Akademie der Künste, Berlin, 1965
- Goldmedaille der Stadt Turin bei der "XVII. Mostra Internationale Premio de Fiorino" in Florenz, 1966

## Wiederkehrende Großausstellungen
- documenta (1955), documenta II (1959), documenta III (1964)
- XI. La Triennale di Milano (1957)
- 1. und 2. Biennale von São Paulo (1951, 1953)
- Biennale di Venezia (1964)
- EXPO 67 in Montreal (1967)

## Sammlungen
- Akademie-Galerie – Die Neue Sammlung der Kunstakademie Düsseldorf
- Kunsthaus NRW Kornelimünster
- Leopold Hoesch Museum Düren
- LVR Landesmuseum Bonn
- Museum Bochum
- Museum Schloss Moyland
- Museum Ludwig
- Sammlung Bayer
- Sammlung Deutsche Bank
- Sammlung Erich Zschocke
- Sammlung Günther und Carola Peill im Museum Ludwig und Leopold Hösch Museum Düren
- Sprengel Museum Hannover
- Städtisches Kunstmuseum Bonn

## Werke für den öffentlichen und halböffentlichen Raum
- 1954 „Tierkreiszeichen“, Wandbild im Foyer des Ernst-Moritz-Arndt-Gymnasiums in Bonn
- 1954 „Vihaminazhera“, 1958/1959 Geschenk für das Raucherfoyer in der Beethovenhalle in Bonn
- 1956 Wandteppich / Tapisserie für den Sitzungssaal des Bundesverbands der Deutschen Industrie
- 1957 Gobelin für die XI T.riennale di Milano
- 1957/1958 Glasfenster „o.T.“, unbelegtes Kristallspiegelgas, mehrtötnig geätzt, 6 Scheiben, Ehemaliger Sitzungssaal des Amtsgerichts Grevenbrück
- 1958 „Coincidentia Oppositorum“ – Wandgestaltung im Foyer und der 1. Etage der Elisabeth-Selbert-Gesamtschule (ehemals Nicolaus-Cusanus-Gymnasium Bonn)
- 1958/1959 Wandbild „o.T.“, am Eingang des Großen Saals in der Beethovenhalle in Bonn
- 1960 Bühnenbild für die Oper Köln
- 1963 Tapisserie in der Nordrhein-Westfälische Akademie der Wissenschaften und der Künste in Düsseldorf
- 1965 Zwei Tapisserien für die Staatskanzlei in Düsseldorf (heute im Kunsthaus Nordrhein-Westfalen Kornelimünster)
- 1969 „Tapisserie en Bois“ im Plenarsaal des Düsseldorfer Rathauses
- 1969 Drei farbige Mosaik-Pflasterung auf dem Hans-Hartmann-Platz am WDR-Gebäude in Köln (bis 2009), momentan eingelagert, im Besitz der Stadt Köln
- 1970 Eingangstür zum Auditorium der Pädagogischen Hochschule Rheinland in Neuss
- 1970/1971 Muschelsaal im Kölner Rathaus – Decke, Wandrelief und großformatige Tapisserie von Joseph Fassbender entworfen, Möbel von ihm ausgewählt

## Schülerinnen und Schüler
- Karin Berger, Kunstakademie Düsseldorf
- Anna Blume, Kunstakademie Düsseldorf
- Bernard Blume, Kunstakademie Düsseldorf
- Heinrich Gillis Görtz, Kunstakademie Düsseldorf
- Friedrich Gräsel, Hamburger Landeskunstschule
- Gabriele Grosse, Kunstakademie Düsseldorf
- Daniel Hees, Kunstakademie Düsseldorf
- Monika von Starck, Kunstakademie Düsseldorf
- Claudia von Velsen, Werkkunstschule Krefeld
- Gerhard Wind, Hamburger Landeskunstschule

## Joseph-und-Anna-Fassbender-Preis
Fassbenders Frau Anna stiftete den Joseph-und-Anna-Fassbender-Preis, der seit dem Jahr 1990 an Graphiker und Handzeichner über die Stadt Brühl vergeben wird.

## Werkverzeichnisse
- Herzogenrath, Wulf (Hg.), Joseph Faßbender – Malerei zwischen Figuration und Abstraktion, mit einem Werkverzeichnis der farbigen Arbeiten von Uwe Haupenthal, Köln 1988
- Trier-Franzen, Alice, Angewandte Graphik von Joseph Faßbender (mit einem Werkverzeichnis), Magisterarbeit, Universität Bonn 1989
- Trier-Franzen, Alice, Das graphische Werk Joseph Faßbenders, mit einem Werkverzeichnis der graphischen Arbeiten, Alfter 1994

## Zeitungsartikel
- Meister, Helga: "Joseph Fassbender neu entdeckt", Westdeutsche Zeitung 17. September 2009
- Fechter, Isabel: "Spuren der Bewegungen einer Seele: Joseph Fassbender zum 100. Geburtstag", in: Die Weltkunst, vol. 73, 2003, S. 378–380
- Wink, Rainer: "Joseph Fassbender, Kunstverein 11.12.1988-15.01.1989", in: Kunstforum Internationalk, Bd. 99, 1989, S. 299–300[2]